# Ryūchi Matsuda
Pour les articles homonymes, voir Matsuda.
Ryūchi Matsuda (松田隆智, Matsuda Ryūchi), né le 6 juin 1938 et mort le 24 juillet 2013, est un moine et auteur japonais, expert en arts martiaux. 
Il est notamment connu pour avoir introduit et présenté divers arts martiaux chinois au Japon, et avoir publié Exposé historique des arts martiaux chinois (1979) parmi d'autres ouvrages consacrés aux arts martiaux.